# Pandalus stenolepis
Pandalus stenolepis är en kräftdjursart som beskrevs av M. J. Rathbun 1902. Pandalus stenolepis ingår i släktet Pandalus och familjen Pandalidae. Inga underarter finns listade i Catalogue of Life.